# Die Augenzeugen
Die Augenzeugen je německá televizní minisérie, kterou režírovala Anna-Katharina Maier. Jedná se o adaptaci norského seriálu Očitý svědek z roku 2014. Série byla premiérově uvedena na filmovém festivalu v Hamburku na podzim 2023.

## Děj
Dva teenageři Jan Severing a Lukas Watzinger po sjezdu z kopce spolu stráví noc v odlehlé lesní chatě. Stanou se zde svědky vraždy tří členů mnichovského motorkářského gangu Balkan Barbarians. Jan a Lukáš se dohodnou, že o tom s nikým nebudou mluvit. Pachatel však Jana viděl utíkat.
Jan vyrůstá se svou tetou a místní policejní šéfkou Helen Severingovou, která dříve pracovala v oddělení pro boj s organizovaným zločinem v Mnichově. Severingová zahajuje vyšetřování vražd.

## Obsazení
| Nicolette Krebitz              | Helen Severing    |
| Lucas Gregorowicz              | Roman Berg        |
| Philip Günsch                  | Jan Severing      |
| Marven Gabriel Suarez-Brinkert | Lukas Watzinger   |
| Lana Cooper                    | Corinna Will      |
| Michael Kranz                  | Sascha Wolf       |
| Daniel Urban                   | Carlo Donatelli   |
| Christoph von Friedl           | Erich Watzinger   |
| Baran Sönmez                   | Deniz Ayata       |
| Paulina Hobratschk             | Hannah Berg       |
| Christiane Bärwald             | Laura Berg        |
| Niko Lukic                     | učitel Gehrig     |
| Malte Buhr                     | Silvio            |
| Julia Anna Grob                | Francesca Fontana |
| Anna-Maria Kupfner             | Jenny             |
| Moritz Fischer                 | Adam Bogdanovic   |
| Evelyne Gugolz                 | Ida Severing      |
| Viola Müller                   | Marion Heiler     |
| Edi Jäger                      | Mirek             |
| Ercan Durmaz                   | Vitus             |
| Shenja Lacher                  | Branic            |